# Habitatge al Fossar de les Moreres, 2 (Barcelona)
L'Habitatge al Fossar de les Moreres, 2 és una obra de Barcelona protegida com a Bé Cultural d'Interès Local.

## Descripció
L'habitatge a la plaça del Fossar de les Moreres 2 es troba a la Ribera, a tocar de Santa Maria del Mar. Es tracta d'un edifici entre mitgeres, afrontat a la plaça esmentada. Consisteix en una planta baixa parcialment comercial, quatre plantes pis i una planta àtic.
La planta baixa presenta una obertura, l'accés a l'edifici, està emmarcada en carreus seguint una morfologia d'arc escarser. La de la seva esquerra, d'una mida menor, té unes característiques similar. A la dreta, l'obertura del comerç no presenta uns trets destacables. Per sobre, les quatre plantes pis tenen una estructuració molt repetitiva i constant. S'observen quatre eixos d'obertures, els més externs es redueixen a finestres més aviat petites i tenen llinda de pedra. Les centrals, més grans, compten amb un balcó independent en cada cas, sense pràcticament voladís. Per sobre de la quarta planta, una cornisa poc desenvolupada i corresponent al conjunt original, dona pas a un recreixement, un volum remuntat que actualment és una planta àtic.
Els trets decoratius d'aquest immoble es redueixen a l'ús de les franges de color emprades que en bona part, es troben malmeses i desgastades. Per altra banda, a la clau de l'arc escarser d'accés a l'edifici, hi ha una placa amb la següent inscripció: "Casas compradas al estado el 28 de marzo de 1882 y adjudicadas por real orden en 18 de julio de 1885. Aseguradas de incendios".
Segons algunes fonts, a l'edifici existeixen ítems que situarien el seu origen al segle xvi. No obstant, la morfologia visible de l'edifici actual és sens dubte més tardana, probablement del segle xviii. L'estat de conservació de la façana no és massa bo. Es detecten despreniments d'arrebossat i de pintura de les superfícies de manera constant, sobretot a la banda dreta, probablement fruit d'humitats.

## Història
Les dades indicades a la placa de la clau de l'arc d'accés indica que aquesta casa, probablement del segle xviii, fou comprat un segle després i revenut poc després. Es desconeix a qui fou comprat aquest immoble.